# Douvres

Douvres este o comună în departamentul Ain din estul Franței.